# Secteur pavé d'Haveluy à Wallers
Le secteur pavé d'Haveluy à Wallers est un secteur pavé de la course cycliste Paris-Roubaix situé dans la commune d'Haveluy avec une difficulté actuellement classée quatre étoiles.
Ce secteur porte le nom de secteur pavé Bernard Hinault .

## Caractéristiques
- Longueur : 2 500 m
- Difficulté : 4 étoiles
- Secteur n° 20 (avant l'arrivée)

## Version de 2005
Exceptionnellement en 2005, la trouée d'Arenberg n'est pas empruntée en raison de l'effondrement de galeries des anciennes mines qui ont causé des affaissements.
Cette suppression a eu pour conséquence de faire continuer le peloton en direction d'Hélesmes au lieu de Wallers réduisant de 100 mètres la longueur du secteur pavé.